# رافعة علوية
الرافعة العلوية (بالإنجليزية: Overhead crane) المعروفة أيضًا باسم الرافعة الجسرية (بالإنجليزية: Bridge crane) هي نوع من الرافعات التي تستخدم في رفع وتحريك الأحمال داخل المنشآت الصناعية والمصانع والمستودعات، وغيرها من الأماكن التي تتطلب نقل المواد عبر مسافات أفقية. تتميز هذه الرافعات بتركيبها على مسار علوي ثابت، والذي يتيح لها العمل دون الحاجة إلى استخدام المساحات الأرضية، والذي يساعد في تحسين الاستخدام.

## الهيكل والتكوين
المكونات الأساسية للرافعة العلوية، تشمل:
1. الجسر: هو الهيكل الذي يمتد عبر المسار العلوي، ويحمل عليه العربة المتحركة.[2]
2. العربة: الجزء المتحرك الذي يحمل الحمولة، ويتحرك عبر الجسر باستخدام نظام ميكانيكي أو كهربائي.[2]
3. المسار العلوي: هو المسار الذي تتحرك عليه الرافعة العلوية، ويُثبت عادة على الجدران أو الأعمدة في المنشأة.[2]
4. نظام التحكم: المسؤول عن تشغيل الرافعة وضبط حركتها بدقة، ويشمل أنظمة التحكم اليدوية أو الإلكترونية.[2]

## الأنواع
1. الرافعة العلوية ذات العارضة الواحدة: تحتوي على جسر واحد يدعم العربة المتحركة. وتُستخدم في الأعمال التي تتطلب رفع أوزان معتدلة.[3]
2. الرافعة العلوية ذات العارضتين: تحتوي على جسرين داعمين للعربة، مما يزيد من قدرتها على تحمل الأحمال الثقيلة، وتُستخدم في المصانع التي تتطلب رفع أوزان ثقيلة.[3]
3. الرافعة العلوية المتنقلة: يمكن نقل هذه الرافعة من مكان إلى آخر داخل المنشأة، وتُستخدم في الأماكن التي تتطلب مرونة في التنقل.[3]

## المزايا
- استغلال المساحة الرأسية: تساهم الرافعة العلوية في تحسين استخدام المساحات الرأسية داخل المنشأة، والذي يسمح بالاستفادة القصوى من المساحة المتاحة.
- زيادة الإنتاجية: تتيح الرافعة العلوية نقل الأحمال بسرعة ودقة، والذي يساهم في تحسين الإنتاجية داخل المصنع أو الورشة.
- القدرة على التعامل مع الأحمال الثقيلة: يمكن للرافعات العلوية أن تحمل أحمالًا ثقيلة قد تصل إلى مئات الأطنان، والذي يجعلها مثالية للصناعات التي تتطلب رفع المعدات الثقيلة.
- المرونة: يمكن تعديل الرافعات العلوية لتتناسب مع احتياجات مختلفة حسب الاستخدام.

## التطبيقات
- المصانع: تستخدم في نقل المواد الخام أو المنتجات الجاهزة بين خطوط الإنتاج.[4]
- الموانئ: تستخدم في نقل الحاويات أو المنتجات الثقيلة بين السفن والأرصفة.[4]
- مواقع البناء: تستخدم في رفع المواد الإنشائية أو المعدات الثقيلة.[4]
- المستودعات: تستخدم في تنظيم وتخزين البضائع داخل المستودعات الكبيرة.[4]